# لهجات عربية يهودية

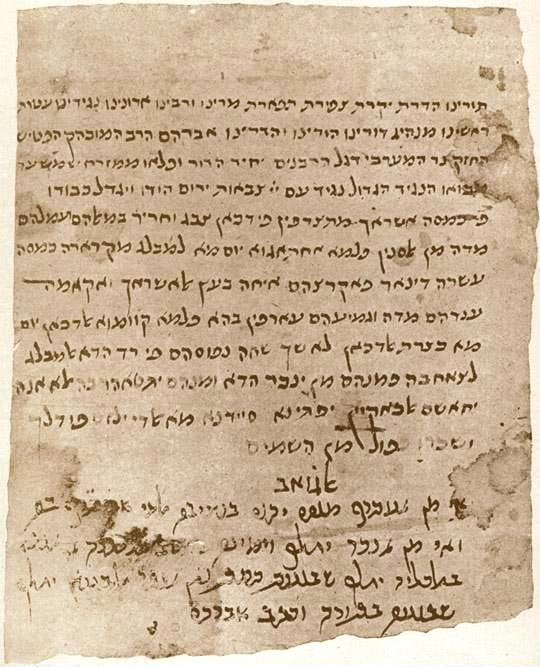
ورقة مكتوبة بالعربية اليهودية وتم العثور عليها في كنيس قديم في القاهرة

في كل الأراضي تكلم اليهود لغة البلاد وأتقنوها. من بين اللهجات العربية اليهودية (ערבית יהודית عربيت يهوديت) نجد اللهجة المصرية واللهجات الشامية واللهجات المغاربية مكتوبة بأحرف عبرية, فكانت هي الطريقة الأسهل لترسيخ الدين الموسوي بين أبناء مصر وبلدان الشام ودول المغرب من ديانة يهودية. فكتبت العديد من المؤلفات والأناشيد الدينية بهذه الطريقة التي ما تزال مستعملة إلى حد الآن في مصر، فرنسا ،كندا, الولايات المتحدة وإسرائيل.

## السمات
اللغة العربية التي تتحدث بها الجاليات اليهودية في العالم العربي تختلف قليلًا عن اللغة العربية لجيرانها غير اليهود. تعود هذه الاختلافات جزئيًا إلى دمج بعض الكلمات من اللغة العبرية ولغات أخرى، وجزئيًا إلى عوامل جغرافية قد تعكس تاريخ الهجرة. على سبيل المثال، كانت اليهودية-العربية في مصر، بما في ذلك لدى مجتمع القاهرة، تشبه لهجة الإسكندرية أكثر من لهجة القاهرة (وفقًا لبلاو). بالمثل، فإن اللغة العربية اليهودية في بغداد تذكرنا بلهجة الموصل. تحدث العديد من اليهود في الدول العربية لغتين العربية اليهودية واللهجة المحلية للأغلبية المسلمة.
مثل اللغات واللهجات اليهودية الأخرى، تحتوي اللغات اليهودية العربية على استعارات من العبرية والآرامية. هذه الميزة أقل وضوحًا في ترجمات الكتاب المقدس، فقد كان من الواضح أن المؤلفين اتخذوا وجهة نظر مفادها أن عمل المترجم هو الترجمة.

## اللهجات
- اليهودية الجزائرية
- اليهودية المصرية
- اليهودية المغربية
- يهودية طرابلسية
- اليهودية التونسية
- اليهودية اليمنية
- اليهودية السورية
- يهودية لبنانية
- العربية اليهودية الفلسطينية الحديثة
- اليهودية العراقية
  - اليهودية البغدادية

## نبذة تاريخية
قبل الفتوحات الإسلامية المبكرة، تحدث اليهود الذين عاشوا في الجزيرة العربية بلهجة إثنية يهودية عربية منفصلة تسمى اليهودية العربية الجاهلية.
في البلدان ذات الأغلبية المسلمة الناطقة بالعربية، كتب اليهود -أحيانًا بلهجاتهم المحلية، وأحيانًا بأسلوب أكثر كلاسيكية- باستخدام أبجدية عبرية مُعدلة قليلًا بدلًا من استخدام النص العربي. غالبًا ما تضمنت نقاطًا ساكنة من الأبجدية العربية لاستيعاب الصوتيات التي لم تكن موجودة في الأبجدية العبرية.
بحلول عام 800 ميلادي تقريبًا، كان معظم اليهود داخل الإمبراطورية الإسلامية (90% من يهود العالم في ذلك الوقت) متحدثين أصليين للغة العربية مثل السكان المحيطين بهم. أدى ذلك إلى انتقال اللغة اليهودية العربية مما قبل الإسلام إلى اللغة اليهودية العربية المبكرة. أصبحت اللغة بسرعة اللغة الرئيسية للعلم والدراسات اليهودية، مما مكن اليهود من المشاركة في مركز التعلم الكبير في ذلك الوقت، مما سمح لهم بالمساهمة في المنح الدراسية والحضارة العلمانية. لم يُوحد الاستخدام الواسع للعربية المجتمع اليهودي المنتشر في الإمبراطورية الإسلامية فحسب، بل سهل أيضًا التواصل مع مجموعات عرقية ودينية أخرى، مما أدى إلى كتابة أو نشر مخطوطات مهمة للجدل، مثل «توليدوت يشوع»، باللغة العربية أو اليهودية-العربية. بحلول القرن العاشر، انتقلت اللغة اليهودية العربية من اللغة العربية اليهودية المبكرة إلى اللغة العربية اليهودية الكلاسيكية.
خلال القرن الخامس عشر، عندما بدأ اليهود، وخاصة في شمال أفريقيا، في التماهي بشكل أقل مع العرب، خضعت اللغة اليهودية العربية لتغييرات كبيرة وأصبحت لاحقًا العربية اليهودية. كتبت بعض أهم كتب الفكر اليهودي في العصور الوسطى في الأصل باللغة اليهودية العربية في العصور الوسطى، بالإضافة إلى بعض الأعمال الهالاخاهية والتعليقات التوراتية. في وقت لاحق ترجمت إلى العبرية في العصور الوسطى بحيث يمكن قراءتها من قبل المعاصرين في أماكن أخرى من العالم اليهودي، ومن قبل الآخرين الذين كانوا متعلمين باللغة العبرية. وتشمل هذه التدابير ما يلي:
- كتاب الأمانات والاعتقادات لسعيد الفيومي، وعلم التفسير (تعليق الكتاب المقدس وترجمته)، وسيدور (محتوى توضيحي، وليس الصلوات نفسها).
- داود بن مروان المقمص.
- كتاب تصحيح صفات النفس لسليمان بن جبيرول.
- كتاب الهداية إلى فرائض القلوب ليوسف ابن باقودا، ترجمه يهوذا بن شاول بن تيبون باسم واجبات القلوب.
- كتاب الخزري ليهوذا اللاوي.

كتاب الشرح على منشاه لموسى بن ميمون، وكتاب الوصايا، ودلالة الحائرين، والعديد من رسائله ومقالاته القصيرة.
كان لدى معظم المجتمعات أيضًا ترجمة تقليدية للكتاب المقدس إلى اللغة اليهودية العربية، والمعروفة باسم الشارح: لمزيد من التفاصيل، راجع ترجمات الكتاب المقدس إلى اللغة العربية. أصبح مصطلح «شارح» أحيانًا يعني «العربية اليهودية» بنفس الطريقة التي استخدم بها «ترجوم» أحيانًا ليعني اللغة الآرامية.

### يومنا هذا
في السنوات التي أعقبت الحرب العربية الإسرائيلية عام 1948، ونهاية الحرب الجزائرية، واستقلال المغرب وتونس، هاجر معظم اليهود الشرقيين والسفارديم في الدول العربية، دون ممتلكاتهم، بشكل رئيسي إلى البر الرئيسي لفرنسا وإلى إسرائيل. نُظر إلى اللغة العربية اليهودية نظرة سلبية في إسرائيل إذ اعتبروا اللغة العربية بأكملها «لغة معادية». لم تزدهر لهجاتهم العربية المتميزة في أي من البلدين، ويتحدث معظم أحفادهم الآن الفرنسية أو العبرية الحديثة بشكل حصري تقريبًا، مما أدى إلى اعتبار سلسلة اللهجات اليهودية العربية بأكملها لغات مهددة بالانقراض. هذا يتناقض بشكل صارخ مع الوضع التاريخي للغة اليهودية العربية: في أوائل العصور الوسطى، كان عدد المتحدثين باللغة اليهودية العربية يفوق عدد المتحدثين باللغة اليديشية بكثير. ما تزال هناك أعداد صغيرة من المتحدثين في الجزائر، والمغرب، وتونس، ولبنان، واليمن، وإسرائيل، والولايات المتحدة.

## الوسائط
معظم الأدب المكتوب باليهودية-العربية يحمل طابعًا يهوديًا ويستهدف جمهورًا من اليهود. كانت هناك أيضًا ترجمات واسعة للنصوص اليهودية من لغات مثل اليديشية واللادينو إلى اليهودية-العربية، بالإضافة إلى ترجمة النصوص الدينية الطقسية من الآرامية والعبرية إلى اليهودية-العربية. هناك أيضًا مقاطع فيديو يهودية عربية على موقع يوتيوب.
عُثر على مجموعة تضم أكثر من 400,000 وثيقة يهودية عربية تعود إلى القرنين السادس والتاسع عشر في جنيزا القاهرة.
صدر فيلم مطير الحمام في عام 2013 بالكامل باللغة العربية اليهودية العراقية.

## قواعد الإملاء
تستخدم التهجئة اليهودية العربية نسخة معدلة من الأبجدية العبرية تسمى النص اليهودي العربي. تُكتب من اليمين إلى اليسار أفقيًا مثل النص العبري، وأيضًا مثل النص العبري تحتوي بعض الحروف على نسخ نهائية، تستخدم فقط عندما يكون هذا الحرف في نهاية الكلمة. كما أنه يستخدم الحروف الألف والواو أو اليود لتمييز حروف العلة الطويلة أو القصيرة على التوالي. ترتيب الحروف يختلف بين الحروف الهجائية.

## نموذج النص
أبانا الذي في السماوات، ليتقدس اسمك، ليأت ملكوتك، لتكن مشيئتك كما في السماء كذلك على الأرض، أعطنا خبزنا كفاف يومنا، واغفر لنا ذنوبنا كما نحن نغفر للمذنبين إلينا، ولا تدخلنا في تجربة، لكن نجنا من الشرير، لأن لك الملك والقوة والمجد إلى أبد الآبدين.